# Veronika Keerdoja
Veronika Keerdoja, född 20 maj 1904 i Otepää i Estland, död 11 november 1985, var en estnisk-svensk målare.
Hon var dotter till bagaren Heinrich Suija och Maria Tressknow samt från 1927 gift med Karl Keerdoja.
Efter studentexamen och universitetsstudier i Tartu studerade Keerdoja vid konstslöjdskolan i Tartu 1937-1939 och vid konstakademin Pallas i Tartu 1942-1944. Från 1944 var hon bosatt i Sverige. Hon medverkade bland annat i samlingsutställningarna Estniska konstnärer i Karlstad 1945, Estnisk-lettisk konst på Liljevalchs konsthall 1946 och Bohuslän visar i Uddevalla 1954.
Hennes konst består av landskap, interiörer och stilleben i olja eller gouache. 